# Nicola Romeo (1902)
Nicola Romeo (Napoli, 10 luglio 1902 – Milano, 25 maggio 1974) è stato un avvocato e politico italiano.

## Biografia
Nato a Napoli da famiglia calabrese, esercitò la professione forense a Milano e Roma. Si arruolò volontario nella seconda guerra mondiale, situazione che gli comportò l’invalidità di guerra. Dal 1960 al 1963 fu consigliere per il comune di Milano.
Fu parlamentare nella quarta, quinta e sesta legislatura tra le file del Movimento Sociale Italiano e in seguito del Movimento Sociale Italiano-Destra Nazionale. Fu autore alla camera di 104 interventi e 111 progetti di legge. Morì nel 1974 stroncato da un male incurabile mentre era in carica come parlamentare.
Nella V legislatura, fu vicepresidente del gruppo dal 9 luglio 1968 al 3 luglio 1969. Successivamente fece parte della rappresentanza della Camera al parlamento europeo..

## Incarichi
IV Legislatura della Repubblica italiana
- IV Commissione giustizia. Membro dal 1 luglio 1963 al 4 giugno 1968.

V Legislatura della Repubblica italiana.
- V Commissione bilancio e programmazione - partecipazioni statali. Membro dal 10 luglio 1968 al 20 gennaio 1970.
- Rappresentanza della Camera nel parlamento europeo. Membro dal 21 gennaio 1969 al 24 maggio 1972.
- III Commissione affari esteri, emigrazione. Membro dal 21 gennaio 1970 al 24 maggio 1972.
- Commissione parlamentare per il parere al governo sui decreti da emanare in esecuzione dei trattati di Lussemburgo del 21 e 22 aprile 1970 in materia di bilancio delle comunità europee, in sostituzione dei contributi finanziari degli stati membri con risorse proprie della comunità nonché di regolamento dei finanziamenti della politica agricola comune. Membro dal 23 febbraio 1971 al 24 maggio 1972.

VI Legislatura della Repubblica italiana.
- III Commissione affari esteri, emigrazione. Membro dal 25 maggio 1972 al 25 maggio 1974.